# Agapanthia subnuda
Agapanthia subnuda är en skalbaggsart som beskrevs av Edmund Reitter 1905. Agapanthia subnuda ingår i släktet Agapanthia och familjen långhorningar.
Artens utbredningsområde är Iran. Inga underarter finns listade i Catalogue of Life.